# Pseudenargia erythra
Pseudenargia erythra là một loài bướm đêm trong họ Noctuidae.